# Power Macintosh 7100

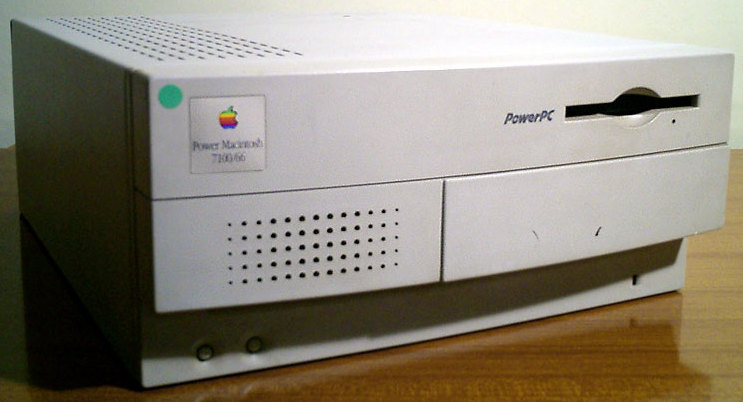
Fotografía de un Power Macintosh 7100.

El Power Macintosh 7100 (PowerMac 7100) es un ordenador personal de la línea Macintosh que fue diseñado, fabricado y vendido por Apple desde enero de 1994 hasta 1996. Era más rápido, expandible y caro que su predecesor, el Power Macintosh 6100: tenía 66MHz en vez de 60 MHz y podía llegar a tener un máximo de 250-500-700MB de RAM en vez de 8-16MB. En enero de 1995 «engordó» recordando a un Macintosh IIvx pero su velocidad se incrementó a 80 MHz. Cuando fue descontinuado ocuparon su lugar el PowerMac 7200 y el PowerMac 7500.  
Tenía una variante más cara, el PowerMac 7100AV con 2MB de VRAM en vez de 1MB y compatibilidad con S-Video. Los 7100 normales podían ser mejorados a un 7100AV mediante una tarjeta de video que se podía comprar aparte.

## Nombre en clave
Escogieron de nombre para el proyecto "Carl Sagan", pues afirmaban que le daría a Apple «miles de millones». Cuando se reveló al público en el MacWeek (periódico de Apple) de 1993, Sagan, preocupado les solicitó que dejasen claro que eso para nada llegaba a constituir una aprobación oficial de su parte. A pesar de las repetidas peticiones, no quisieron y en 1994 escribió al editor del MacWeek explicando su disgusto, pues en dos décadas había rechazado toda oferta de uso de su persona para fines comerciales, por muy lucrativas que fueran. Finalmente Apple cambió el nombre del proyecto a BHA, es decir: Astrónomo caraculo (Butt-Head Astromer).
Sagan entonces interpuso una denuncia a Apple por calumniar su nombre pero no ganó el juicio. Probó a denunciar a la empresa otra vez, pero por el anterior uso de su nombre y volvió a perder. Finalmente, los abogados, aparentemente para evitar que todo desembocara en una serie de juicios, hicieron un trato en noviembre de 1995, obligando a Apple a pedir disculpas. Acabando los ingenieros por hacer un tercer y último cambio de nombre de BHA a LAW, abreviatura de Lawyers Are Wimps: «Los abogados son unos blandengues».